# Giulio
Giulio ist die italienische Form des Vornamens Julius.

## Varianten
Eine Verkleinerungsform zu Giulio ist Giulietto. Das weibliche Pendant ist Giulia, deutsch Julia.

## Namensträger

### Vorname
- Giulio Alberoni (1664–1752), italienischer Kardinal
- Giulio Andreotti (1919–2013), italienischer Politiker
- Giulio Cesare Aranzio (1530–1589), italienischer Anatom
- Giulio Ulisse Arata (1881–1962), italienischer Architekt des Jugendstils
- Giulio Barbieri (1620–1681), Schweizer Architekt und Baumeister
- Giulio Base (* 1964), italienischer Schauspieler und Filmregisseur
- Giulio Bertè (1897–1967), italienischer Architekt des Futurismus und Politiker
- Giulio Bresci (1921–1998), italienischer Radrennfahrer
- Giulio Caccini (1551–1618), italienischer Komponist, Sänger, Gesangslehrer und Instrumentalist
- Giulio Calì (1895–1967), italienischer Schauspieler
- Giulio Camagni (* 1973), italienischer Comiczeichner und -autor sowie Maler
- Giulio Carpioni (1613–1678), italienischer Maler
- Giulio Clovio (1498–1578), kroatisch-italienischer Miniaturenmaler
- Giulio Donati (* 1990), italienischer Fußballspieler
- Giulio Falcone (* 1974), italienischer Fußballspieler
- Giulio Carlo Fagnano dei Toschi (1682–1766), italienischer Mathematiker
- Giulio Girola (1912–1973), italienischer Film- und Theaterschauspieler
- Giulio Giustiniani (1543–1616), Bischof von Ajaccio
- Giulio Iacchetti (* 1966), italienischer Designer
- Giulio Lenti (1824–1895), italienischer Geistlicher
- Giulio Masetti (1894–1926), italienischer Adeliger und Automobilrennfahrer
- Giulio Meotti (* 1980), italienischer Journalist und Autor
- Giulio da Milano (1504–1581), italienischer Augustinermönch, katholischer Theologe und später reformierter Pfarrer
- Giulio Natta (1903–1979), italienischer Chemiker
- Giulio Pastore (1902–1969), italienischer Journalist, Gewerkschaftsfunktionär und Politiker
- Giulio Petroni (1917–2010), italienischer Drehbuchautor und Filmregisseur
- Giulio Piazza (1663–1726), italienischer römisch-katholischer Kardinal
- Giulio Pocobelli (1766–1843), Schweizer Architekt, Politiker, Tessiner Grossrat und Staatsrat
- Giulio Regeni (1988–2016), italienischer Student
- Giulio Ricciarelli (* 1965), in Deutschland lebender italienischer Schauspieler, Regisseur und Filmproduzent
- Giulio Romano (1499–1546), italienischer Maler, Architekt und Baumeister des Manierismus
- Giulio Antonio Santorio (1532–1602), Großinquisitor und Kardinal der römisch-katholischen Kirche
- Giulio Savelli (1574–1644), italienischer Geistlicher, Erzbischof von Salerno und Kardinal der Römischen Kirche
- Giulio Maria della Somaglia (1744–1830), Kardinalstaatssekretär der römisch-katholischen Kirche
- Giulio Superti-Furga (* 1962), italienischer Molekular- und Systembiologe
- Giulio Taglietti (1660–1718), italienischer Violinist und Komponist der Barockzeit
- Giulio Terzi di Sant’Agata (* 1946), italienischer Diplomat und Außenminister der Regierung Monti
- Giulio Tononi (* 1960), italienischer Facharzt für Psychiatrie und Neurowissenschaftler
- Giulio del Torre (Maler) (1856–1932), italienischer Maler
- Giulio Del Torre (Schauspieler) (1894–1968), italienischer Schauspieler und Filmregisseur
- Giulio Vianzino, italienischer Radrennfahrer
- Giulio Viozzi (1912–1984), italienischer Komponist, Pianist und Musikpädagoge
- Giulio Zacchino († nach 1580), italienischer Organist und Komponist des 16. Jahrhunderts
- Giulio Zeppieri (* 2001), italienischer Tennisspieler

### Kunstfigur
- Giulio coniglio: Storie per un anno, Bilderbuch von Nicoletta Costa aus dem Jahr 2001